# Drepanornis bruijnii
Drepanornis bruijnii là một loài chim trong họ Paradisaeidae.